# Dirk Graham
Dirk Milton Graham (ur. 29 lipca 1959 w Reginie) – kanadyjski, profesjonalny hokeista, grający na pozycji napastnika, który grał w NHL dla drużyn Minnesota North Stars i Chicago Blackhawks. W 1979 draftowany w 5 rundzie, z 89 numerem przez Vancouver Canucks W 1991 roku został uhonorowany nagrodą Frank J. Selke Trophy przyznawaną napastnikowi angażującemu się w defensywę. Dirk został trenerem Chicago Blackhawks podczas sezonu 1998/1999 na 59 meczów.